# Szenterzsébet (Horvátország)
Szenterzsébet (horvátul Jalžabet) falu és község Horvátországban, Varasd megyében. Közigazgatásilag Imbriovec Jalžabetski, Jakopovec, Kaštelanec, Kelemen, Leštakovec, Novakovec és Pihovec települések tartoznak hozzá.

## Fekvése
Varasdtól 12 km-re délkeletre a Drávamenti-síkság szélén a Varasdot-Ludbreggel összekötő út mellett fekszik.

## Története
A régészeti leletek tanúsága szerint Jalžabet területén már az i. e. 5. és 6. században is éltek emberek. Itt hagyták nyomaikat a kelták, az illírek, a gepidák és a rómaiak is. A római kor fontos emléke a Plitvica-patak közelében Kelemen falutól északra talált villa rustica maradványa. Számos dokumentum számol be a középkorban is a település lakóinak nehéz, küzdelmes életéről. A falu első írásos említése 1251-ből származik. Jalžabet nemesi település volt, ahol számos nemes család élt, többek között a Bedekovich, Jankovich, Patacsich, Somogy, Gotal és Matacsich családok. Életük közvetlenül kapcsolódik a vidék egyik legrégibb plébániája, az Árpád-házi Szent Erzsébetről nevezett helyi plébánia történetéhez, melyet 1334-ben a zágrábi püspökség oklevelében említenek először. Egész Horvátországban csupán ennek az egy templom és plébániának patrónája a rózsalegenda magyar hősnője, aki egyben a településnek is névadója volt.
Az egykori források arról is tanúskodnak, hogy területén évszázadok óta nagy területen termesztettek szőlőt. Az első erről szóló dokumentumok a 17. és 18. századból valók. A településnek már 1650-ben működött az egyházi iskolája is. Ebből az időből ismert az első tanító Franjo Magasić neve a Szent Erzsébet plébánia tanítójaként. A korabeli adatok szerint 1650 és 1804 között Jalžabaten összesen 19 tanító szolgált, kiknek lakását a falu biztosította. Az első népiskola működéséről 1785-ből van adatunk, akkor a tanító Petr Pavolić volt. Az első iskolaépületet 1839-ben, a másodikat 1918-ban építették és ettől kezdve az iskola már két tanítóval működött. Jalžabet 1920-ig Varasd vármegye Varasdi járásához tartozott, majd a Szerb-Horvát Királyság része lett. 2001-ben a falunak 1065, a községnek 3732 lakosa volt.

## Nevezetességei
- Árpád-házi Szent Erzsébet tiszteletére szentelt római katolikus temploma[2] a 18. század közepén épült barokk stílusban. Építtetői a falu akkori kegyurai Somogy Rozália Ilona és Bedekovich Boldizsár voltak. A templom egyhajós épület kis mellék kápolnával és négyszög alakú szentéllyel. A monumentális kapuzat felett magasodik a kétemeletes torony hagymasisakkal a tetején. A torony homlokzati részén a koldusnak adományt osztó Szent Erzsébet szobra látható. Belül öt nagyméretű, művészi kivitelű fából faragott oltárt találunk. A főoltár közepén található Szent Erzsébet szobra, két oldalán két-két szent szobra, Szent László király, Alexandriai Szent Katalin, Szent Borbála és Szent Imre herceg szobrai. A főoltár felső részén Szűz Mária szobra, két oldalán szülei, Szent Joachim és Szent Anna szobrai angyalokkal. A mellékoltárok Szent Lőrinc, Szent Rókus, Páduai Szent Antal és Szent Ilona tiszteletére vannak szentelve. Kultúrtörténeti szempontból különösen a Szent Ilona oltár képe érdekes, melyet Somogy Ilona adományozott a templomnak. A kép a szentet 18. századi viseletben ábrázolja. Az oltárokon kívül a barokk szószék érdemel még említést, mely a 18. század második felében készült. A 11 regiszteres orgona 1965-ben készült Franc Jenko ljubljanai mester műhelyében. A templomba a 19. század elejéig temetkeztek a plébánia területén élő nemesi családok.
- A Somogy család kastélya 1744-ben épült. Egyszintes, négy szárnyból álló épület, belső udvarral. A bejárati homlokzatot egy sekély rizalit és egy kőkeretes portál emeli ki, amely felett egy kagyló formájú barokk kartusban felirat található. A kronogramban látható feliratból az építés éve olvasható ki. A kastély mellett kisebb park található, amelyet valószínűleg 1860 körül létesítettek.[3]
- A plébánia épülete 18. századi.[2]
- Védett terület a Plitvice-patak melletti vaskori temető területe, a római villa rustica és a római út maradványai. A Bistričak régészeti lelőhely (helyi nevei: Pri Gomili, Breški) mintegy 1 km-re található a település központjától. A helyszínt egy óriási, mintegy 75 m átmérőjű, körülbelül 8 m magas sírhalom uralja, amely a kora vaskorból származik, és méretei alapján Európa legnagyobb temetkezési halmai közé tartozik. Ez a sírdomb régészeti szempontból még feltáratlan, kivéve egy kisebb próbaásatást. Tőle keletre mintegy 130 m-re feltártak egy másik, kisebb sírhalmot, amelyben lovas temetkezést és szkíta jellegzetességekkel bíró, az i. e. 800 és az i. e. 450 közötti időszakból származó leleteket találtak. A Bistričak lelőhely a horvát kulturális örökség része, örökségvédelmi jegyzékszáma: Z-1945.[4]
- Védett műemlék a Plitvice-patakon átívelő régi híd és a malom épülete.
- A Cerov Jarek régészeti lelőhely Jalžabet központjától keletre, a Ludbreg felé vezető úttól délre található. Közvetlen szomszédságában található a Kamenak-patak, amely elválasztja ezt a helyet a Bistričak régészeti lelőhelytől. Elhelyezkedése rendkívül alkalmas a letelepedésre. itt olyan őskori kerámia töredékeket találtak, amelyek összekapcsolhatók a közeli sírhalmos temetkezés településével.[5]